# Добро пожаловать в Лас-Вегас
Знак «Добро пожаловать в сказочный (невероятный) Лас-Вегас» (англ. Welcome to Fabulous Las Vegas sign) расположен на бульваре Лас-Вегас (англ. Las Vegas Boulevard) в южной части квартала Лас-Вегас-Стрип (территория Парадайс, округ Кларк, штат Невада, США). Несмотря на надпись, расстояние от этого знака до городской черты Лас-Вегаса составляет 6,4 км.

## Описание и история
Высота знака — 7,6 метра, в тёмное время он ярко подсвечен. Надпись на «лицевой стороне» приветствует въезжающих в Лас-Вегас, на обратной стороне написано «Управляйте автомобилем аккуратно. Возвращайтесь скорее». Общий дизайн знака относится к стилю гуги, популярному в юго-западной части США в 1940-х — 1960-х годах. Юридически сама конструкция принадлежит англ. Young Electric Sign Company, хотя дизайн знака находится в общественном достоянии.
Дизайн знака был разработан графическим дизайнером Бетти Уиллис (1923—2015) по заявке местного торговца Теда Рогича. Он продал готовую конструкцию округу Кларк, и в мае 1959 года знак был установлен на то место, где он находится и поныне. По желанию Уиллис, дизайн её знака не защищён авторскими правами и находится в общественном достоянии для того, чтобы его можно было свободно воспроизводить во всём мире на открытках, брелоках, сувенирах и пр.
В октябре-ноябре 1999 года впервые за 40 лет ночное освещение знака погасло на целый месяц — это было связано с тем, что обслуживающая компания перестала платить по счетам. Обслуживание было передано другой фирме, и знак снова зажёг свои огни.
Как уже упоминалось, знак находится на достаточном удалении от официальной границы Лас-Вегаса, поэтому городскими властями в 2002 году был установлен похожий знак Welcome to Fabulous Downtown Las Vegas точно на границе города.
6 марта 2007 года в окрестностях Лас-Вегаса, на автомагистрали англ. Nevada State Route 582, появилась ещё одна копия знака, даже бо́льшего размера, чем оригинал.
31 января 2008 года с наступлением темноты знак впервые зажёгся красной подсветкой в честь поддержки Национального дня «Оденься в красное» (англ. National Wear Red Day) — мероприятия, проводимого в знак поддержки людей с болезнями сердца. В дальнейшем подсветка знака становилась синей (Всемирный день аутизма), зелёной (День святого Патрика), розовой (месячник борьбы с раком груди).
8 декабря того же года у знака была обустроена парковка (10 стандартных машино-мест, 2 для водителей-инвалидов, 2 для автобусов/лимузинов). До этого желающим разглядеть знак поближе или сфотографировать его приходилось переходить улицу в неположенном месте. В связи с большим количеством туристов, в апреле 2012 года парковка была расширена на дополнительные 20 мест.
С 2009 года знак, как и бо́льшая часть Лас-Вегас-Стрип, на час в год гасит свои огни во время проведения акции Час Земли.
1 мая 2009 года знак был добавлен в Национальный реестр исторических мест.
14 мая того же года состоялось празднование 50-летия знака. Ведущими церемонии были мэр Лас-Вегаса Оскар Гудман и фотомодель Холли Мэдисон. Гвоздём программы стал массовый (более 300 специально отобранных девушек) бикини-парад, попавший на страницы Книги рекордов Гиннесса, «бассейные вечеринки» и показ купальников моды с 1950-х годов до наших дней.
28 апреля 2010 года впервые текст знака претерпел изменения: в связи с проводимой мэром Гудманом кампанией Camp Vegas, знак был накрыт, новый текст гласил Welcome to Fabulous Camp Vegas. В таком виде знак оставался 36 часов.

## Факты
- У певца Брэндона Флауэрса есть песня, посвящённая Welcome to Fabulous Las Vegas sign[19].
- В компьютерной игре Fallout: New Vegas некоторая часть геймплея происходит у этого знака[20]. В соответствии с сюжетом игры, на знаке «Las Vegas» исправлен на «New Vegas».
- В компьютерной игре GTA:San Andreas на въезде в Лас-Вентурас стоит знак, пародирующий знак Лас-Вегаса[21].
- В фильме «Обитель зла 3» показан повреждённый знак в постапокалиптических руинах Лас-Вегаса. Примечательно, что вместо fabulous на знаке стоит слово fantastic (рус. фантастический).
- Вступительные титры фильма «Армия мертвецов» заканчиваются демонстрацией повреждённого знака, стоящего перед стеной, окружающей Лас-Вегас.